# Flughafen Karlsruhe/Baden-Baden
Flughafen Karlsruhe/Baden-Baden, også benævnt Baden-Airpark (IATA: FKB, ICAO: EDSB), er en international lufthavn ved byen Söllingen i delstaten Baden-Württemberg i Tyskland, 40 km syd for Karlsruhe, 15 km vest for Baden-Baden og 55 km nord for Strasbourg i Frankrig.

## Historie
Lufthavnen var fra 1953 til 1993 en canadisk militær lufthavn med den militære betegnelsen "CFB Baden-Söllingen". I 1997 lettede det første charterfly og året efter i 1998 afgik det første fly i fast rutetrafik. Siden de første afgange skete der meget. De store lavprisselskaber Ryanair og Air Berlin (stoppet i 2017) startede en masse ruter, ligesom chartertrafikken steg markant.
I 2008 betjente lufthavnen 1.153.017 passagerer, var den andenstørste lufthavn i Baden-Württemberg (efter Stuttgart) og nummer 18 på listen over antal passagerer i hele Tyskland.